# Methanosalsum
En taxonomía, Methanosalsum es un género de organismos microbiales dentro de Methanosarcinaceae. Este género contiene solamente una especie, Methanosalsum zhilinae, que fue aislado de sedimentos salinos y alcalinos del Wadi El Natrun en Egipto. Es moderadamente halófilos.

## Otras lecturas

### Revistas científicas
- Springer E; Sachs MS; Woese CR; Boone DR (1995). «Partial gene sequences for the A subunit of methyl-coenzyme M reductase (mcrI) as a phylogenetic tool for the family Methanosarcinaceae». Int. J. Syst. Bacteriol. 45 (3): 554-559. PMID 8590683. doi:10.1099/00207713-45-3-554.
- Sowers KR; Johnson JL; Ferry JG (1984). «Phylogenic relationships among the methylotrophic methane-producing bacteria and emendation of the family Methanosarcinaceae». Int. J. Syst. Bacteriol. 34 (4): 444-450. doi:10.1099/00207713-34-4-444.
- Balch WE; Fox GE; Magrum LJ; Woses CR et al. (1979). «Methanogens: reevaluation of a unique biological group». Microbiol. Rev. 43 (2): 260-296. PMC 281474. PMID 390357.

### Libros científicos
- Boone DR; Baker CC (2001). «Genus VI. Methanosalsum gen. nov.».  En DR Boone; RW Castenholz, eds. Bergey's Manual of Systematic Bacteriology Volume 1: The Archaea and the deeply branching and phototrophic Bacteria (2nd edición). New York: Springer Verlag. ISBN 978-0-387-98771-2.

### Bases de datos científicos
- PubMed
- PubMed Central
- Google Scholar